# 시메온 이바노비치

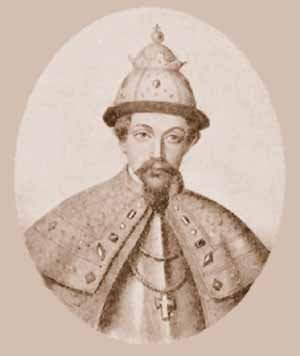
시메온 이바노비치

시메온 이바노비치(러시아어: Симеон Иванович, 1316년 11월 7일 ~ 1353년 4월 27일)는 모스크바 대공국의 대공(재위: 1340년 3월 31일 ~ 1353년 4월 27일)이다. 류리크 왕조 출신이며 거만한 시메온 이바노비치(러시아어: Симеон Иванович Гордый 시메온 이바노비치 고르디[*])라는 별칭으로 부르기도 한다.

## 생애
이반 1세 대공의 첫째 아들로 태어났다. 1340년 이반 1세 대공이 사망한 이후에 모스크바 대공국에서는 이반 1세의 형제들과 공작들이 킵차크 칸국의 우즈베크 칸의 허락을 받기 위한 경쟁이 벌어졌다. 경쟁에서 승리한 시메온은 모스크바 대공으로 즉위했고 비잔티움 제국의 황제로부터 집사 지위를 받게 된다.
1340년 키예프의 테오그노스투스(Theognostus) 대주교, 노브고로드(벨리키노브고로드)와 적대 관계에 있던 공작들과 함께 연합군을 형성하면서 노브고로드를 공격했다. 시메온은 노브고로드의 지배를 받고 있던 토르조크에서 징세권을 획득했다.
1341년 모스크바 연합군이 해산된 뒤에 리투아니아 대공국의 알기르다스(Algirdas) 대공이 모자이스크를 점령했다. 자니베크 칸이 우즈베크 칸의 뒤를 이어 킵차크 칸국의 칸으로 즉위한 이후에도 대공 지위를 유지한 시메온은 여러 칸국들과 함께 리투아니아를 공격했다. 시메온은 리투아니아의 알기르다스 대공과 평화 조약을 체결하면서 포로들을 석방했고 리투아니아의 공작들과 모스크바의 신부 간의 결혼을 주선했다.
1346년에는 현재의 벨라루스 남부와 우크라이나 남부에 흑사병이 확산되었다. 1349년에는 스칸디나비아, 1352년 초반에는 프스코프, 1352년 8월에는 노브고로드에 흑사병이 확산되었다. 이 흑사병은 리투아니아와 루스 북동부에도 확산되었다.
1353년 모스크바에서 흑사병이 확산되면서 시메온도 흑사병으로 사망하고 만다. 시메온은 사망하기 이전에 수도원에 들어가면서 키예프의 알렉세이 대주교로부터 소존트(Sozont)라는 이름을 받았으며 그의 시신은 모스크바 크렘린의 성 대천사 대성당에 안치되었다. 시메온의 유언장은 모스크바에서 최초로 양피지가 아닌 종이에 쓰여진 문서이다.
| 전임 이반 1세 | 모스크바 대공 1340년 3월 31일 ~ 1353년 4월 27일 | 후임 이반 2세 |